# Antoine Lavoisier
Antoine-Laurent de Lavoisier (Paris, 26 de agosto de 1743 — Paris, 8 de maio de 1794) foi um nobre e químico francês fundamental para a revolução química no século XVIII, além de ter grande influência na história da química e na história da biologia. Ele é considerado na literatura popular como o "pai da química moderna". Foi eleito membro da Royal Society em 1788.
É amplamente aceito que a sua maior conquista na química foi mudar tal ciência de uma perspectiva qualitativa para uma quantitativa. Porém, Lavoisier é mais lembrado pela descoberta do papel do oxigênio na combustão refutando a teoria flogística e por ter enunciado o princípio da conservação da matéria (apesar de o russo Mikhail Lomonossov tê-lo feito 14 anos antes).

Além disso ele identificou e batizou o oxigênio (1778) e o hidrogênio (1783), ajudou na construção do sistema métrico, escreveu a primeira lista de elementos químicos e colaborou na reforma da nomenclatura química. Ele previu a existência do silício (1787) e também foi o primeiro a estabelecer o enxofre como um elemento (1777) ao invés de um composto. Por fim, ele descobriu que apesar da matéria mudar sua forma, a massa continuava a mesma, o que mais tarde ficará imortalizado pela frase popular:
| “ | “Em uma reação química feita em recipiente fechado, a soma das massas dos reagentes é igual à soma das massas dos produtos.” | ” |

Lavoisier foi um membro poderoso de diversos conselhos aristocratas e foi administrador da ferme générale, agência ligada ao governo e responsável pelo recolhimento de impostos. A ferme générale foi um dos componentes mais odiados do antigo regime devido ao lucro confiscado as custas do Estado, a discrição dos termos dos seus contratos e da violência dos seus agentes armados. Todas essas atividades políticas e econômicas possibilitaram o financiamento das suas pesquisas científicas. No auge da revolução francesa, ele foi acusado de fraude e por vender tabaco adulterado, e foi guilhotinado.

## Biografia
Nascido em uma família rica em Paris, Antoine Laurent Lavoisier herdou uma grande fortuna com a idade de cinco anos pelo falecimento de sua mãe. Ele foi educado no Collège des Quatre-Nations (também conhecido como Collège Mazarin), de 1754 a 1761, estudando química, botânica, astronomia e matemática. Ele acabou a sua formatura em direito em 1764, mas interessava-se em estudar Ciências como o seu pai.
Lavoisier é considerado o pai da química moderna porque foi ele quem descobriu que a água é uma substância composta, formada por dois átomos de hidrogénio e um de oxigénio: H2O. Essa descoberta foi muito importante para a época, pois, segundo a teoria de Tales de Mileto, que ainda era aceita, a água era um dos quatro elementos terrestres primordiais, a partir da qual outros materiais eram formados.
Em 16 de dezembro de 1771 Lavoisier casou-se com uma jovem aristocrata, de nome Marie-Anne Pierrette Paulze. A sua mulher tornou-se num dos seus mais importantes colaboradores, não só devido ao seu conhecimento de línguas (em particular o inglês e o latim), mas também pela sua capacidade de ilustradora. Marie-Anne foi responsável pela tradução, para francês, de obras científicas escritas em inglês e em latim, fazendo ilustrações de algumas das experiências mais significativas feitas por Lavoisier. Ele viveu na época em que começava a Revolução Francesa, quando o terceiro estado (camponeses, burgueses e comerciantes) disputavam o poder na França.
Lavoisier foi guilhotinado em 8 de maio de 1794 por ter sido um rendeiro geral. Os rendeiros gerais eram muito impopulares por causa das exações que muitos praticavam, sendo todos condenados à guilhotina. Lavoisier foi executado em quarto lugar, num total de vinte e oito. No dia posterior desse julgamento, Joseph-Louis de Lagrange, um importante matemático, contemporâneo de Lavoisier disse:
| “ | Não bastará um século para produzir uma cabeça igual à que se fez cair num segundo. | ” |

## Participação na Academia de Ciências
Lavoisier foi pela primeira vez proposto como membro da Académie des Sciences em 1766, mas só foi eleito em 1768. Como membro de pleno direito, Lavoisier participou em comissões de investigação de novas teorias e/ou fenômenos, de forma a avaliar a sua legitimidade científica.

## Contexto histórico
No século XVIII, a química encontrava-se em plena transição para o quantitativo. Ao mesmo tempo, o grande número de novas descobertas exigia uma nomenclatura funcional e generalizada. Um sistema prático de notação tornou-se, portanto, fator essencial para seu progresso. Era comum, na época, o emprego de nomes estranhos e complicados, como "algarote", "manteiga de arsênico", "água fagedênica", "óleo de tártaro por desfalecimento", "flores de zinco", cuja única função parecia ser confundir os químicos.
Lavoisier foi um dos primeiros a chamar a atenção para o problema. "É necessário grande hábito e muita memória para nos lembrarmos das substâncias que os nomes exprimem e sobretudo para reconhecer a que gênero de combinações pertencem", escreveu no Tratado Elementar de Química.
Em 1787, Lavoisier, juntamente com outros químicos como Berthollet, Fourcroy e Guyton de Morveau, iniciou o trabalho de elaboração de uma nomenclatura mais racional.

No começo do século XVlll, Lavoisier demonstrara a importância de leis químicas quantitativas, enunciando seu princípio da conservação de massa. Foi nessa ocasião que os físicos começaram a se interessar pelo estudo do calor e a tratá-lo como uma forma de energia.

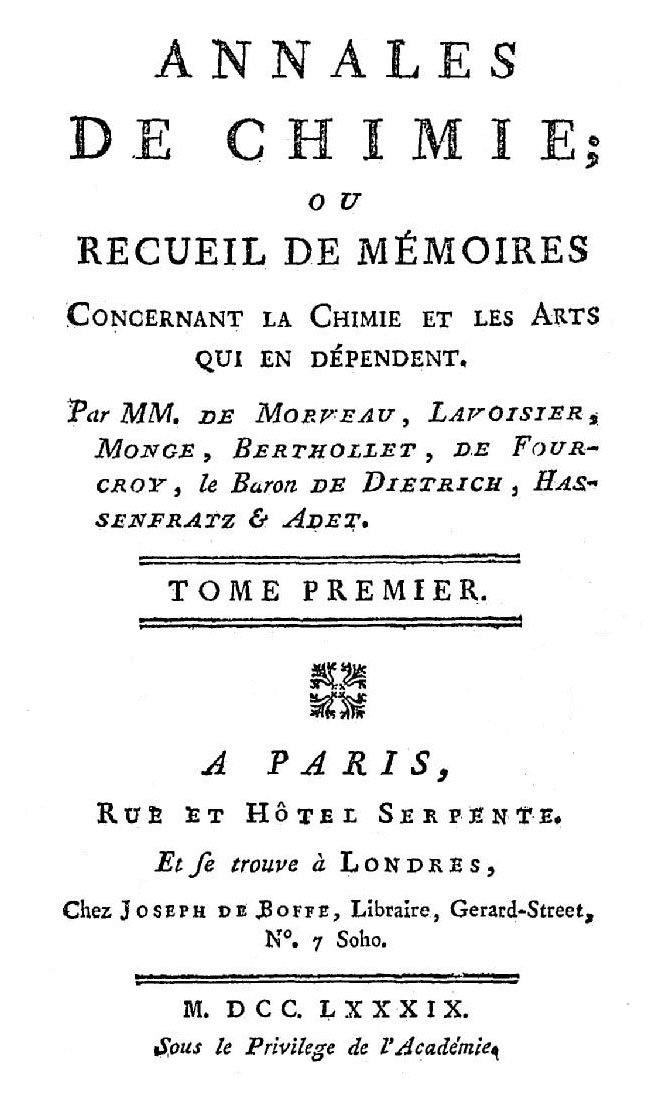
Annales de chimie et de physique, revista científica criada em 1789, da qual Lavoisier foi um dos primeiros editores.

## Estudo do oxigênio
Lavoisier não descobriu exatamente o oxigênio. Este gás foi descoberto independentemente por dois químicos: Carl Wilhelm Scheele em 1772 e Joseph Priestley em 1774. Em outubro de 1779, Priestley visitou Paris e conversou com Lavoisier sobre as suas experiências. Este fato permitiu a Lavoisier refazer as experiências de Priestley e reformulá-las. Dessa forma, Lavoisier  compreendeu melhor as características do novo gás e ainda confirmou que a combustão e a oxidação correspondem à combinação do oxigênio com outros materiais (materiais orgânicos na combustão e metais na oxidação).
Lavoisier deu ao novo gás o nome de oxigênio ("produtor de ácidos" em grego), porque considerava (erroneamente) que todas as substâncias originadas de uma calcinação originavam ácidos, em que o oxigênio se encontrava obrigatoriamente presente. Em 1789, ele formulou o princípio da conservação da matéria (Lei de Lavoisier).
Lavoisier também participou efetivamente de trabalhos que viriam a compreender melhor outros elementos químicos, como o nitrogênio. O nome nitrogênio significa azoto, e quer dizer "sem vida". Este nome, sugerido por Lavoisier, designava um novo elemento, até então conhecido como "ar mefítico". O ar mefítico havia sido descoberto em 1722, quando Joseph Priestley, queimando corpos em vasos fechados, verificou que, exaurido o oxigênio do ar, restava ainda um gás inerte junto ao gás carbônico. O gás recém descoberto não ativava a combustão e não podia ser respirado; era, portanto, alheio à vida.

## Participação naFerme Générale Morte
Em 1769 Lavoisier adquiriu uma participação na Ferme Général, o sistema utilizado naquele tempo na França para a taxação de impostos (em que, essencialmente, a Coroa concessionava essa tarefa a privados). A Ferme Général era um sistema muito impopular na época, principalmente entre os que pagavam impostos. Embora Lavoisier tivesse se retirado desse sistema, a sua ligação à Ferme Général foi causa da sua condenação à morte.
Em 17 de setembro de 1793 foi instituída a Lei dos Suspeitos, que permitiu a criação de tribunais revolucionários para julgar possíveis traidores e punir os culpados com a pena de morte. Três dias depois, Lavoisier recebeu um mandado que permitiu o confisco e a selagem dos seus documentos. Mais tarde, os documentos foram devolvidos a Lavoisier, dando-lhe um falso sentimento de segurança. Na Inglaterra, Edmund Burke escreveu sobre o fato e lamentou a morte de um inocente, declarando o lado cego da Revolução Francesa.